# Сухов, Николай Юрьевич
Никола́й Ю́рьевич Су́хов (20 декабря 1962, Вичуга, Ивановская область) — советский и российский футболист. Кандидат в мастера спорта СССР.

## Карьера
Футбольную карьеру начал в кинешемском «Волжанине» под руководством тренера Владимира Белкова. В 1983 году Сухов перешёл в «Текстильщик». В составе ивановцев выступал в Первой лиге, в 1986 году выиграл Кубок РСФСР по футболу. В 1987 году стал бронзовым призёром чемпионата РСФСР.
С 1991 по 1993 годы играл во владимирском «Торпедо», был одним из лидеров команды. В 2011 году вошёл в символическую сборную владимирского клуба за всю историю выступления в чемпионатах России.
Затем, после ухода из стана владимирцев, Сухов выступал в чемпионате Хорватии и Словении. В 1994 году помог клубу «Мура» выиграть серебряные медали первенства своей страны.
В конце августа 1994 года футболист вернулся в ивановский «Текстильщик», с которым дошёл до 1/16 финала Кубка России 1995/96.
Николай Сухов закончил карьеру в 1997 году. Долгие годы он выступал за команду ветеранов «Текстильщика» на первенствах города и в товарищеских играх.

## Достижения
«Текстильщик»
- Обладатель Кубка РСФСР: 1986
- Бронзовый призёр чемпионата РСФСР: 1987

«Мура»
- Серебряный призёр чемпионата Словении: 1993/94